# Allospondias lakonensis
Allospondias lakonensis är en sumakväxtart som först beskrevs av Jean Baptiste Louis Pierre, och fick sitt nu gällande namn av Otto Stapf. Allospondias lakonensis ingår i släktet Allospondias och familjen sumakväxter. Inga underarter finns listade i Catalogue of Life.